# Qani
Qani (kurdiska: قانع), pseudonym för Muhammad Kabuli, född 15 september 1898 i Rîshen i iranska Kurdistan, död 7 maj 1965, var en kurdisk poet.